# Ninodes scintillans
Ninodes scintillans là một loài bướm đêm trong họ Geometridae.